# ميخائيل هوارد
ميخائيل هوارد، البارون هوارد من ليمبني، حامل وسام رفقاء الشرف وعضو مجلس المملكة المتحدة الخاص وعضو مجلس الملكة (وُلد باسم ميخائيل هيشت في 7 يوليو 1941)، هو سياسي بريطاني شغل منصب رئيس حزب المحافظين وقائد المعارضة من نوفمبر 2003 حتى ديسمبر 2005. شغل قبل ذلك مناصب في حكومة مارغريت تاتشر وجون ميجور، بما في ذلك وزير الدولة للتوظيف ووزير الدولة للبيئة ووزير الداخلية.
وُلد هوارد في سوانزي. درس في بيترهاوس، كامبريدج، وبعدها انضم إلى حزب المحافظين الشباب. في عام 1964، أصبح محاميًا وانضم إلى مجلس الملكة عام 1982. أصبح عضو برلمان للمرة الأولى في الانتخابات العامة عام 1983، إذ مثل دائرة فولكستون وهيث الانتخابية. أدى ذلك إلى ترقيته بسرعة وأصبح هوارد وزير الحكومة المحلية عام 1987. في الحكومة التي ترأسها جون ميجور، شغل هوارد منصب وزير الدولة للتوظيف (1990-1992) ووزير الدولة للبيئة (1992-1993) ووزير الداخلية (1993-1997).
بعد الهزيمة الساحقة لحزب المحافظين في الانتخابات العامة لعام 1987، نافس هوارد على القيادة لكنه فشل، وتولى لاحقًا منصب وزير خارجية الظل (1997-1999) ووزير الظل للخزانة (2001-2003). في نوفمبر 2003، بعد تصويت حزب المحافظين بحجب الثقة عن إيان دنكن سميث، انتُخب هوارد للقيادة دون معارضة.
في الانتخابات العامة لعام 2005، حصل المحافظون على 33 مقعدًا جديدًا في البرلمان، بما في ذلك خمسة مقاعد من الديمقراطيين الأحرار. لكن ذلك منحهم 198 مقعدًا فقط مقابل 355 لحزب العمال. بعد الانتخابات، استقال هوارد من منصب الزعيم وخلفه ديفيد كاميرون. لم يتنافس هوارد على مقعده في فولكستون وهيث في الانتخابات العامة لعام 2010 ودخل مجلس اللوردات بصفته البارون هوارد من ليمبني. كان هوارد داعمًا لمجموعة الضغط المتشككة من الاتحاد الأوروبي التي كان شعارها المغادرة تعني المغادرة. 

## نشأته
ولد هوارد باسم مايكل هيشت في جورسينون، سوانزي. هو ابن بيرنات هيشت، الذي ولد في رومانيا وجاء إلى بريطانيا عام 1939. عاشت والدته، هيلدا (كيرشيون)، في ويلز منذ كان عمرها 6 أشهر. كان والدا هوارد من عائلات يهودية. عندما كان هوارد في السادسة من عمره، جُنِّس والداه كرعايا بريطانيين (يطلق عليهم الآن مواطنون بريطانيون)، وتغيرت كنيته أيضًا بعد تجنيس الوالدين إلى الكنية الجديدة هوارد.
اجتاز هوارد امتحانه الذي يزيد عندما كان عمره يزيد عن أحد عشر عامًا عام 1952 ثم التحق بمدرسة لانيلي للبنين. انضم إلى حزب المحافظين الشباب في سن الخامسة عشر. اجتاز ثمانية امتحانات بمستوى O، ومستوى A، وحصل على مقعد في بيترهاوس في جامعة كامبريدج. كان رئيسًا لجمعية اتحاد كامبريدج في عام 1962. بعد أن حصل على علامة 2:1 في الجزء الأول من دورات الاقتصاد، تحول إلى القانون وتخرج بدرجة 2:2 في عام 1962.
كان هوارد في مجموعة الطلاب المحافظين في جامعة كامبريدج في ذلك الوقت تقريبًا، ويُشار إليهم أحيانًا باسم مافيا كامبريدج، وشغل العديد منهم مناصب حكومية عليا في عهد مارغريت تاتشر وجون ميجور.
استدعي هوارد إلى نقابة المحامين في المعبد الداخلي عام 1964 وتخصص في قانون التوظيف والتخطيط. واصل مسيرته المهنية في نقابة المحامين، وأصبح مستشارًا ممارسًا للملكة في عام 1982 (على عكس بعض نواب المحامين الذين حصلوا على اللقب رغم عدم ممارستهم في نقابة المحامين).
في أواخر الستينيات من القرن الماضي، حصل هوارد على ترقية داخل مجموعة باو، وأصبح رئيسًا لها في أبريل 1970. في مؤتمر حزب المحافظين في أكتوبر 1970، ألقى خطابًا بارزًا أثنى فيه على الحكومة لمحاولة كبح سلطة النقابات العمالية ودعا أيضًا إلى تقليص مساعدة الدولة لعائلات المضربين أو إيقافها تمامًا، وهي سياسة اتبعتها حكومة تاتشر بعد أكثر من عقد.
في السبعينيات، كان هوارد من كبار المدافعين عن العضوية البريطانية في السوق المشتركة وشغل منصبًا في مجلس إدارة مجموعة بريطانيا في المجموعة الأوروبية.
اختير هوارد كمستجيب مشارك في قضية الطلاق رفيعة المستوى للعارضة ساندرا بول (الآن ساندرا هوارد). تزوجا بعد ذلك عام 1975، ولهما ابن وُلد عام 1976 وابنة وُلدت عام 1977.

## مناصب
تولى منصب زعيم معارضة (6 نوفمبر 2003–6 ديسمبر 2005)، وزعيم حزب المحافظين (المملكة المتحدة) (6 نوفمبر 2003–6 ديسمبر 2005)، ووزير ظل الدولة الخزانة ‏ (18 سبتمبر 2001–6 نوفمبر 2003)، ووزير ظل الدولة للخارجية ‏ (12 يونيو 1997–15 يونيو 1999)، ووزير ظل الدولة للداخلية ‏ (2 مايو 1997–11 يونيو 1997)، ووزير الدولة للشؤون الداخلية ‏ (27 مايو 1993–2 مايو 1997)، وSecretary of State for the Environment ‏ (11 أبريل 1992–27 مايو 1993)، وSecretary of State for Employment ‏ (3 يناير 1990–11 أبريل 1992)، وعضو البرلمان في المملكة المتحدة ‏ (10 يونيو 1983–12 أبريل 2010)، وعضو مجلس اللوردات.

## التعليم
تعلم في بيترهاوس ‏.

## روابط خارجية
- ميخائيل هوارد على موقع الموسوعة البريطانية (الإنجليزية)
- ميخائيل هوارد على موقع مونزينجر (الألمانية)
- ميخائيل هوارد على موقع إن إن دي بي (الإنجليزية)